# Sala de Concerts d'Atenes
La Sala de Concerts d'Atenes (en grec: Μέγαρον Μουσικής Αθηνών) és una sala de concerts situada en Atenes, Grècia, específicament a l'avinguda Vasilissis Sofias.
L'espai es va inaugurar el 1991 amb dues sales. Des d'aleshores, s'ha ampliat amb dues sales més i ara compta amb un total de quatre: dues petites i dos grans. El teatre compta amb instal·lacions òptimes per a representacions d'òpera, i algunes d'aquestes es presenten cada temporada.
El disseny de la planta de 8.000 metres quadrats va ser realitzat per Christopher Alexander.
L'estació Mégaro Musikís del Metro d'Atenes està a prop de la sala, a la Línia 3.